# Mohamed Kamel Amr
Mohamed Kamel Amr (en arabe  محمد کامل عمرو), est un diplomate égyptien qui a travaillé dans les ambassades d'Éthiopie, de Londres et de Pékin. Il est délégué de la mission égyptiennes des Nations unies, chargé d'affaires à l'ambassade d’Égypte à Washington, assistant du ministre des Affaires étrangères de l'Égypte chargé des organisations africaines en 1993. Il est ambassadeur d’Égypte en Arabie Saoudite jusqu'en 1997, puis choisit de travailler pour la Banque Mondiale où il représente l’Égypte et 13 autres pays arabes jusqu'en 2009.

## Ministre des Affaires étrangères
Il est nommé ministre des Affaires étrangères  le 18 juillet 2011 dans le gouvernement Essam Charaf II. Il est choisi pour son expérience diplomatique, sa connaissance des dossiers économiques et surtout son absence d'engagement dans le précédent régime de Moubarak.
Dans le dossier de la guerre civile libyenne de 2011, Mohamed Amr annonce très tardivement, alors qu'on annonce que le régime de Khadafi est sur le point de s'effondrer, que l’Égypte reconnaît le Conseil national de transition libyen comme seul représentant légitime de la Libye. Cette reconnaissance a lieu le 22 août, suivant en cela les autres pays arabes tels que la Tunisie (20 août) ou le Maroc.